# Neue Deutsche Biographie

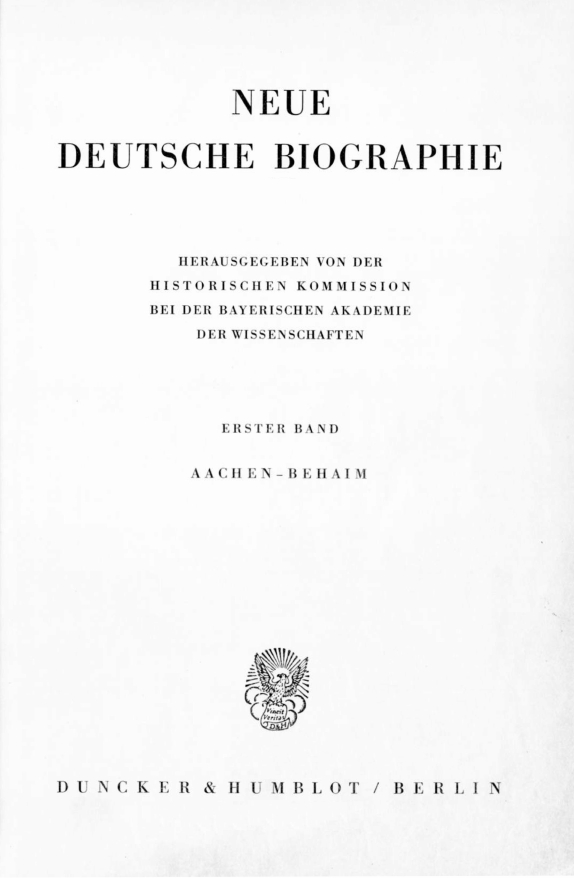
Tittelbladet på første bind av Neue Deutsche Biographie fra 1953

Neue Deutsche Biographie (NDB) är ett tyskspråkigt biografiskt lexikon som ges ut av Historische Kommission inom Bayerische Akademie der Wissenschaften. 
Det första NDB-bandet utkom 1953. Lexikonet är beräknat till 28 band. I februari 2020 fanns det i 27 band över 23 000 uppslagsord, varav några är samlingartiklar. Artiklarna skrivs av tyska fackredaktörer och innehåller i regel olika namnvarianter, genealogiangivelser, levnadslopp med historisk inordning, utmärkelser, källor, utgivna verk och litteraturlistor, samt porträtthänvisningar. Band 28, det sista bandet, beräknas utkomma 2023.
Redaktörer har varit Otto zu Stolberg-Wernigerode (till 1967), Walter Bußmann (1968), Fritz Wagner (till 1987), Karl Otmar von Aretin (till 1998), Hans Günter Hockerts (till 2012), Maximilian Lanzinner (2013) och Hans-Christof Kraus (sedan 2014).